# José Puiggarí
José Puiggarí y Llobet (Barcelona, 1821-Barcelona, 1903) fue un historiador del arte, escritor, dibujante y abogado español.

## Biografía

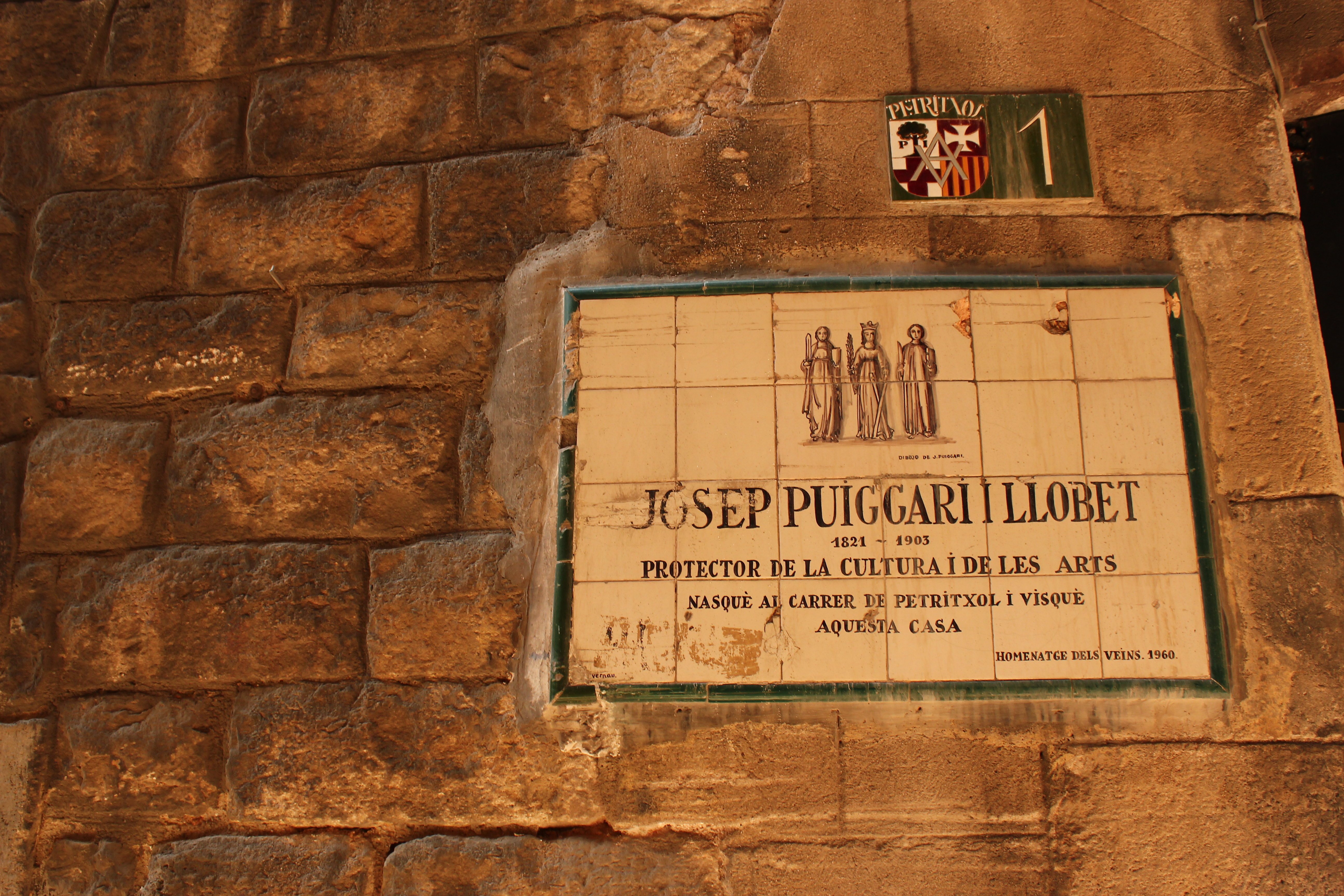
Placa en una casa de Puiggarí en Barcelona

Nació en 1821 en Barcelona. Abogado del colegio de Barcelona y reputado artista y escritor, en 1866 fue nombrado académico correspondiente de la de San Fernando, y más tarde sería secretario de la Comisión provincial de monumentos históricos y artísticos. Fue autor de numerosos artículos sobre historia, arqueología y bellas artes, muchos de los cuales fueron publicados por la revista El Museo Universal y en la obra Las glorias de la pintura. También colaboró en La Ilustración Española y Americana.

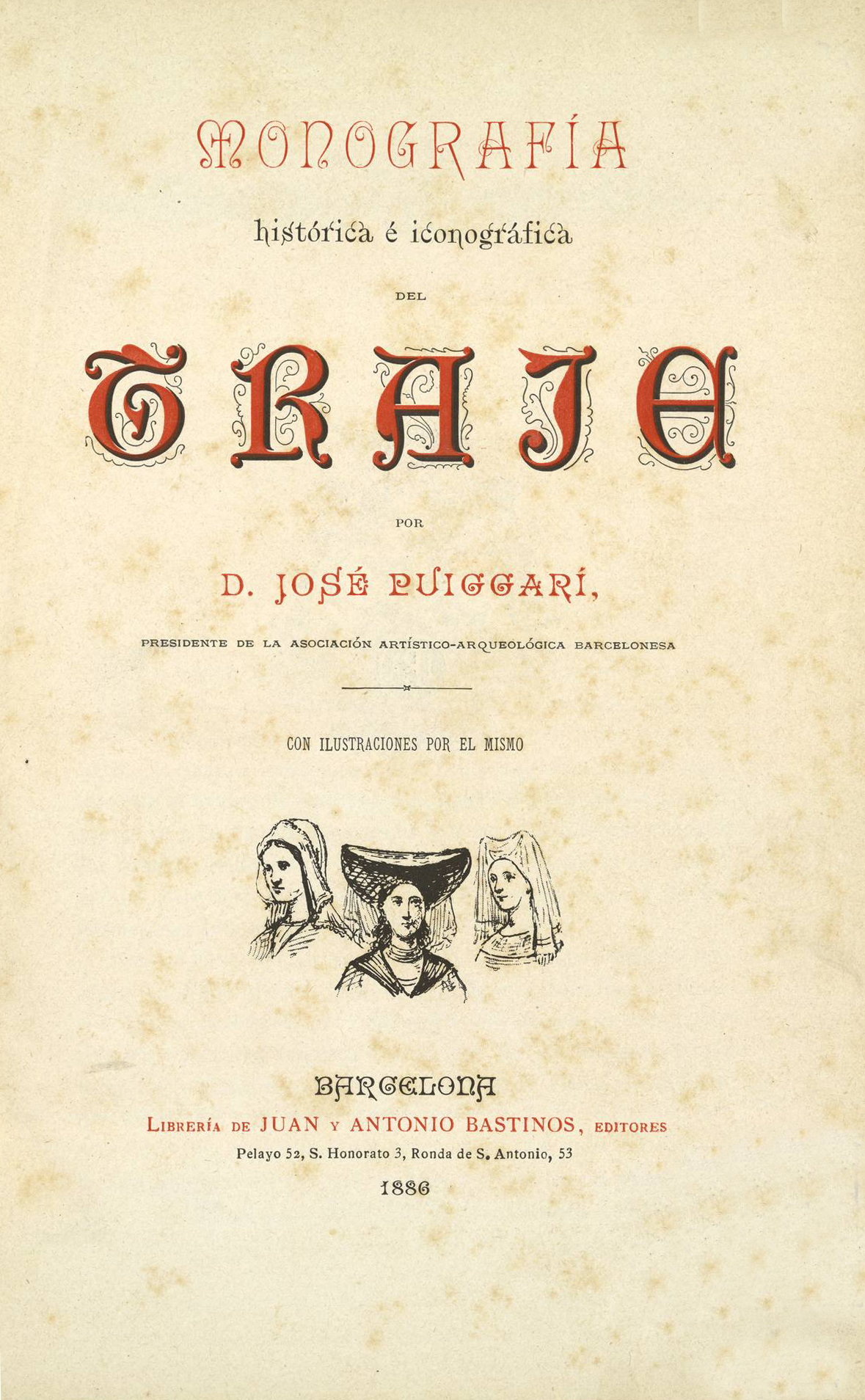
Monografía histórica é iconográfica del traje (1886)

Como dibujante tomó parte en la ilustración de las publicaciones de los editores Gaspar y Roig, en la Historia de Cataluña de Balaguer, en la Historia de España de Paluzie, en Recuerdos y bellezas de España y en Barcelona antigua y moderna, entre otras.
Su principal trabajo habría sido un estudio histórico de los trajes, en el que, además de la parte literaria, ejecutó todos los dibujos que sirvieron para ilustrar la obra y los numerosos apuntes sobre indumentaria y mobiliario español cedidos, mediante contrato, a la Academia de San Fernando de Madrid. Falleció en 1903 en Barcelona.